# En dag på stranden (sång)
"En dag på stranden" är en sång av Tomas Ledin från 1990. Den finns med på hans trettonde studioalbum Tillfälligheternas spel (1990), men utgavs också som singel 1991.
Låten spelades in i Polar Studios med Lasse Anderson och Tomas Ledin som producenter. Singeln gavs ut i tre olika format, 7", 12" och CD, och innehöll olika mixar. Singeln nådde en tjugondeplats på den svenska singellistan. Den tog sig inte in på Svensktoppen.
"En dag på stranden" finns även med på samlingsalbumet Festen har börjat (2001) och liveskivan I sommarnattens ljus (2003). Den har också spelats in av dansbanden Micke Ahlgrens orkester, på debutalbumet Röd är kärlekens färg (1992), och Contrazt, på albumet In Time (1992).

## Låtlista

### 7"
1. "En dag på stranden" – 4:17
2. "En rocktågsmix 1991" – 5:08

### 12"
A
1. "En dag på stranden" ("en annan version") – 4:24
2. "En dag på stranden" ("i skuggan" akustisk version) – 3:47
3. "En dag på stranden" (originalversion) – 4:16

B
1. "Rocktåget" – 0:22
2. "En rocktågsmix 1991" ("du kan också sjunga" - remix) – 5:07
3. "En rocktågsmix 1991" (originalversion) – 5:08

## Listplaceringar
| Lista (1991) | Topplacering |
| ------------ | ------------ |
| Sverige      | 20           |

### Fotnoter
1. 1 2 3  ”Tomas Ledin”. Svensk mediedatabas. Arkiverad från originalet den 25 juli 2014. https://web.archive.org/web/20140725173941/http://smdb.kb.se/catalog/search?q=Tomas+Ledin&x=0&y=0. Läst 17 januari 2013.
2. 1 2  Placering på den svenska singellistan
3. ↑  ”Svensktoppen 1990”. Sveriges Radio. http://sverigesradio.se/diverse/appdata/isidor/files/2023/3487.txt. Läst 17 januari 2013.